# ケンゾー (チェーンストア)
株式会社ケンゾーは、スーパーマーケットのスーパーケンゾーを展開する日本の企業。1988年4月に設立され、IGAと全日食チェーンに加盟している。

## 概要
ケンゾー本店は埼玉県羽生市に所在し、支店は羽生市内にウエスト・ノール・ココモの3店舗、群馬県館林市に1店舗、明和町に1店舗が存在する。なお太田市にもかつて支店が存在したが、短期間で撤退している。羽生市桑崎に所在するレストラン「庭の中のレストラン ORTON」の運営も行っており、また道の駅はにゅうの指定管理者にも指定されている。市の年中行事では必ず協賛企業となる「マチの広報役」であるという。
木村鮮魚店を前身とし、1989年3月に1号店である本店が開設された。そのため鮮魚や刺身・寿司を得意分野とする。2号店であるウエスト店は1994年10月、3号店のノール店は1997年6月に開店している。2000年の『日本食糧新聞』の記事によると、鮮魚や惣菜を中心とする「地域密着型の品揃え」で健闘しており、同年3月期の決算における3店舗の合計売上高は44億円であった。同年9月には館林市にアジュールケンゾーを開店し、翌2001年の年商は4店舗合計で57億円となっている。
2016年1月には明和町にメイワケンゾーを開店。明和町では2012年に唯一存在したスーパーマーケットが閉店しており、町民の不便を解消するためスーパーの誘致活動を行っていた。これによりケンゾーの店舗数は6店舗となる。
1994年の第6回IGAジャパン総会では、ケンゾーがリテイラー・オブ・ザ・イヤーを受賞している。また2003年の第14回IGAジャパン総会では、リテイラー・オブ・ザ・イヤーにアジュールケンゾーが選ばれている。2006年には、ウエスト店において全日食チェーン商業協同組合連合会による「携帯音声入力による生産者・事業者・消費者にやさしい食の安全・安心システム開発事業」の公開実験が行われた。2015年度の「はたらく母子家庭・父子家庭応援企業表彰」では、ケンゾーが雇用均等・児童家庭局長賞を受賞している。約6年前に社長の木村健造が市の社会福祉課職員から依頼されて以来、行政と連携し一人親家庭からの採用を積極的に行っているという。また2016年の第12回「埼玉ちゃれんじ企業経営者表彰」では、木村が特別賞に選ばれている。そして同年には、埼玉県知事の上田清司がノール店を訪問している。